# 1896年アテネオリンピックの混合チーム選手団
1896年アテネオリンピックの混合チーム選手団（1896ねんアテネオリンピックのこんごうチームせんしゅだん）は、1896年4月6日から4月15日にかけてギリシャ王国の首都アテネで開催された1896年アテネオリンピックの混合チーム選手団、およびその競技結果。混合チームは異なった国および地域の選手同士で構成された。

## 概要
今大会は金メダル1個、銀メダル1個、銅メダル1個の合計3個のメダルを獲得した。

## メダル
| メダル   | 選手名                                                                              | 競技   | 種目         |
| -------- | ----------------------------------------------------------------------------------- | ------ | ------------ |
| 金メダル | ジョン・ピウス・ボーランド（ イギリス） フリードリヒ・トラウン（ ドイツ）           | テニス | 男子ダブルス |
| 銀メダル | ディオニシオス・カスダリス（ エジプト） ディミトリオス・ペトロコキノス（ ギリシャ） | テニス | 男子ダブルス |
| 銅メダル | エドウィン・フラック（ オーストラリア） ジョージ・ロバートソン（ イギリス）         | テニス | 男子ダブルス |